# 翼状胬肉

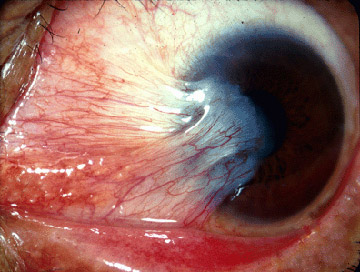
翼状胬肉增生，覆盖了角膜

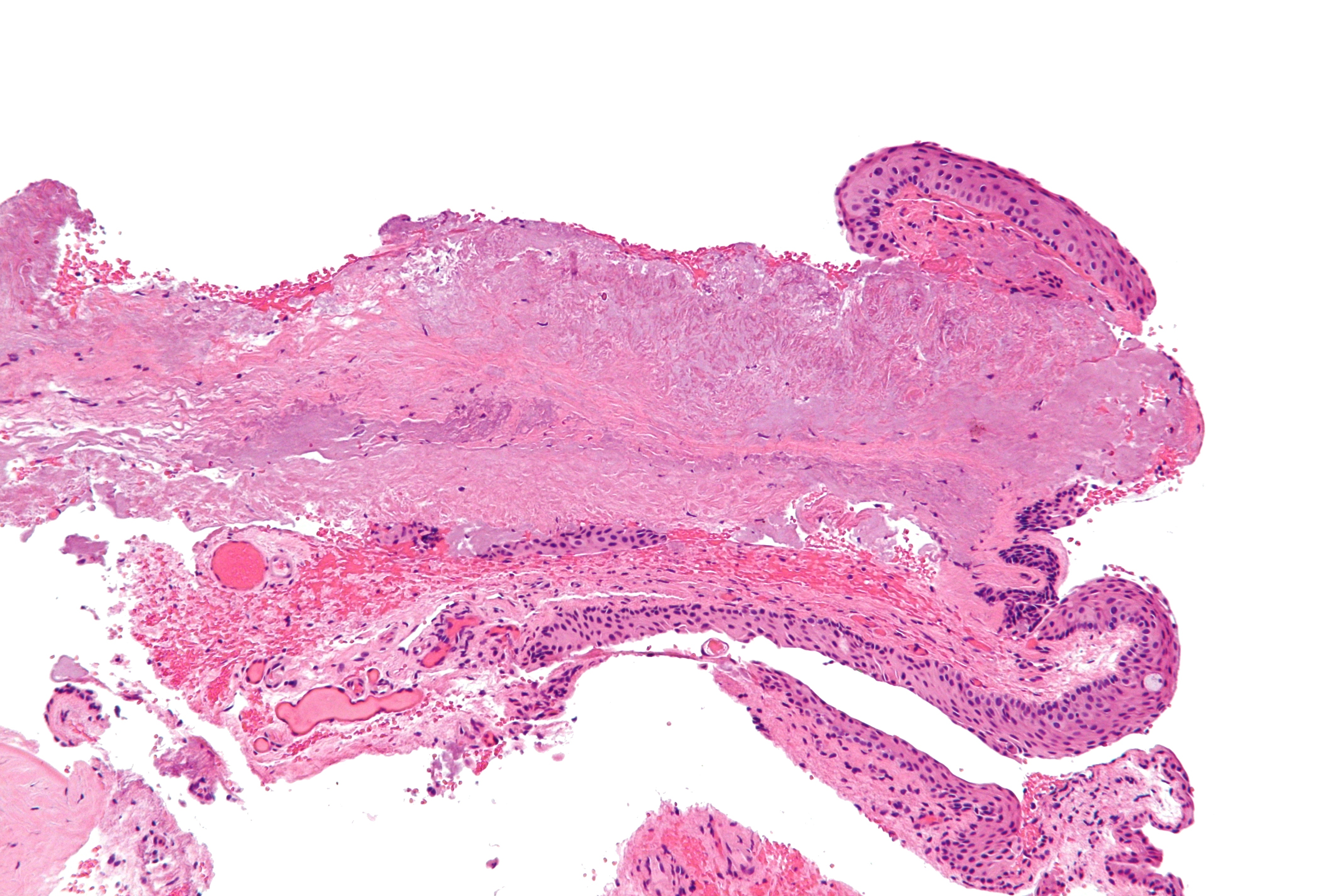
显微照片：翼状胬肉中可见结膜与显著的血管（图片左下）和变性胶原蛋白（图片中央）

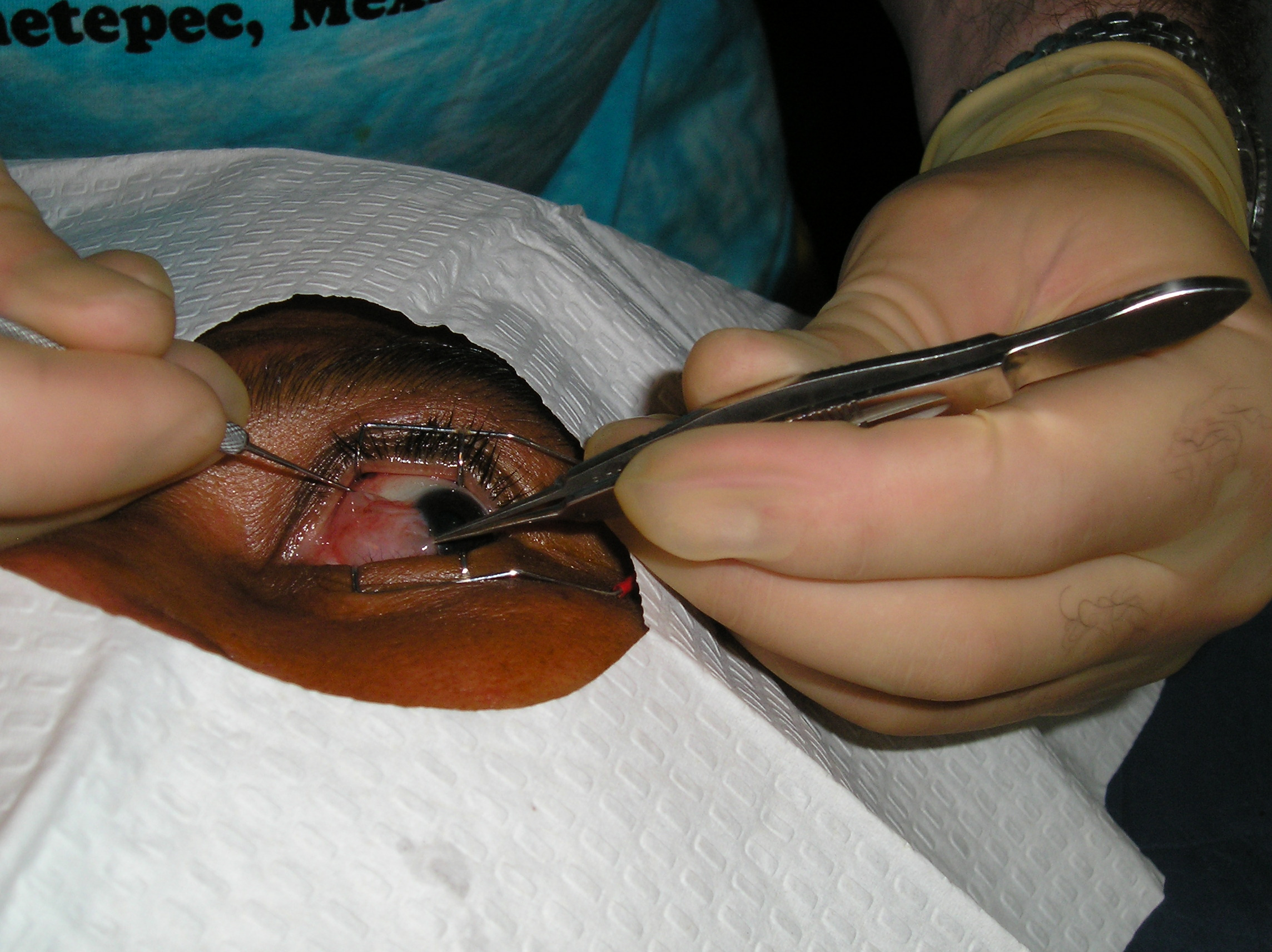
翼状胬肉手术

翼状胬肉（pterygium）简称胬肉，是局部球结膜纤维血管组织呈三角形增生，并向角膜表面生长，进而产生散光或影响视力的眼科疾病。
翼状胬肉因形状像昆虫的翅膀而得名，其表面有水平走向的丰富血管呈粉紅色三角形組織，通常会跨球结膜向角膜生长，且多好发于鼻侧的睑裂区，生長極慢且常見於雙眼，但通常不會長得大到足以遮蔽瞳孔。病理是眼球结膜、纤细血管组织良性增生，属于一種良性疾病。其发病机制不明，可能与紫外线（如阳光）照射损伤角膜缘幹细胞、氣候乾燥、接觸风沙有关，因其多发于赤道附近和多风地区，但也可能是基因上的因素所引起的。
翼狀胬肉的其他徵狀包含看翼狀胬肉、腫瘤、或週邊角膜溝渠狀變薄。預防翼狀胬肉的方法包含在日照強烈的地方戴著太陽眼鏡以及帽子，除此之外，用眼藥水亦可幫助緩解症狀。控制翼状胬肉有多种手段，如放射治疗、切除手术、羊膜或自体结膜移植手术等。通常僅在翼狀胬肉對視力造成妨礙時，才會建議患者接受手術移除；手術後有半數左右的患者仍會復發。
全世界各地區的翼狀胬肉患者在1%到33%之間，落差極大；常見於男性多於女性及近赤道的居民，年紀越大的患者越常見；早在西元前1000年前，翼狀胬肉就曾見於文字記載。
翼状胬肉由几个部分组成：
- 福克斯斑（微小的灰色污点，扩散附近翼状胬肉头）
- 斯托克线（棕线铁沉淀物组成）
- 罩（翼状胬肉纤维非血管部分）
- 头（翼状胬肉顶点，通常突出，并有许多血管）
- 体（肉质，充满血管）
- 上缘
- 下缘